# Juniperus blancoi
Juniperus blancoi (яловець білий) — вид хвойних рослин родини кипарисових.

## Поширення, екологія
Країни зростання: Мексика (Чіуауа, Дуранго, штат Мехіко, Сонора). Поширений по сторонах потоків в гірських сосново-дубових лісах.

## Морфологія
Вічнозелене, дводомне, чагарникове дерево 8–10(15) метрів у висоту і 50 см в діаметрі. Кора гладка, розшаровується невеликими лусками, червоно-коричнева або фіолетова, сіріючи. Гілки розлогі чи висхідні, утворюючи пірамідальну крону, яка стає широкою або неправильною на старих деревах. Листки 1.3–2 × 0,7–1 мм, тупі або загострені від сіро-зеленого до жовто-зеленого кольору. Шишки на коротких (3–6 мм) гілочках, зелені, дозрівають 1–2 років, щоб стати сизого пурпурно-червоного, темно-синього або жовто-коричневого кольору, від майже кулястої до ниркоподібної форми, 5–7 × 5–9 мм, м'ясисті, насіння 1–2(5) на шишку, світло-коричневі з більш темним рубчиком.

## Використання
Може використовуватися локально для огорож і дров.

## Загрози та охорона
Часто росте на сильно фрагментованих ландшафтах, як правило, оточених пасовищах. Випас може впливати на регенерацію в деяких локаціях. Локалізоване використання може бути проблемою у зв'язку з невеликими розмірами субпопуляцій. Більшість скупчень рослин сприйнятливі до стохастичних подій. Деякі субпопуляції знаходяться в господарствах лісового фонду, а інші знаходяться в районах, де є антропогенний вплив людини.